# 2020年美國
|        | 美國歷史 \| 美國歷史年表                                                                                                   |
| 世紀： | 20世紀美國 \| 21世紀美國 \| 22世紀美國                                                                                     |
| 年代： | 1990年代美國 \| 2000年代美國 \| 2010年代美國 \| 2020年代美國 \| 2030年代美國 \| 2040年代美國 \| 2050年代美國               |
| 年份： | 2016年美國 \| 2017年美國 \| 2018年美國 \| 2019年美國 \| 2020年美國 \| 2021年美國 \| 2022年美國 \| 2023年美國 \| 2024年美國 |
| 紀年： | 美国独立244周年 |

2020年美國，指的是美國在2020年的時局變化。

## 聯邦政府

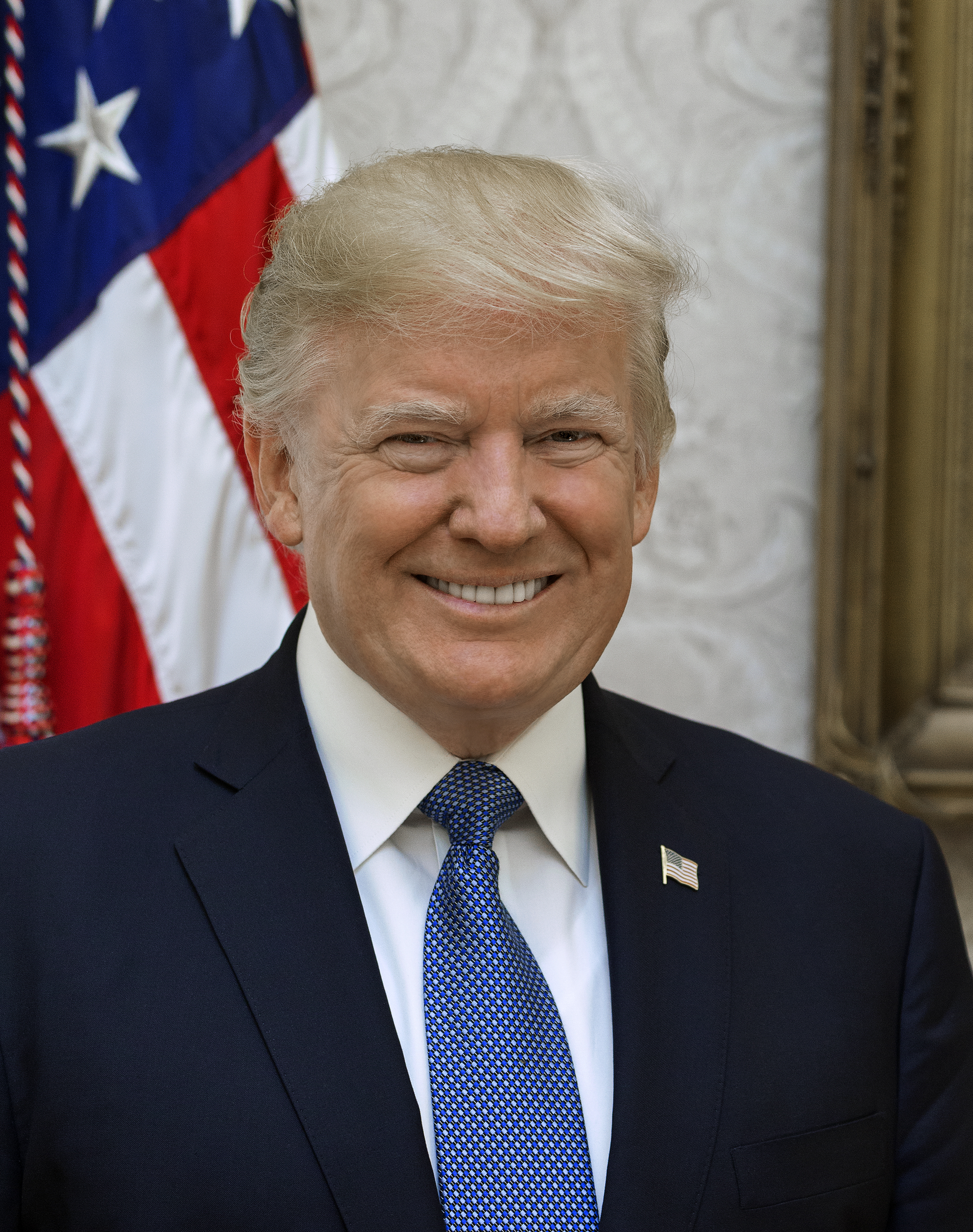
總統：唐納·川普
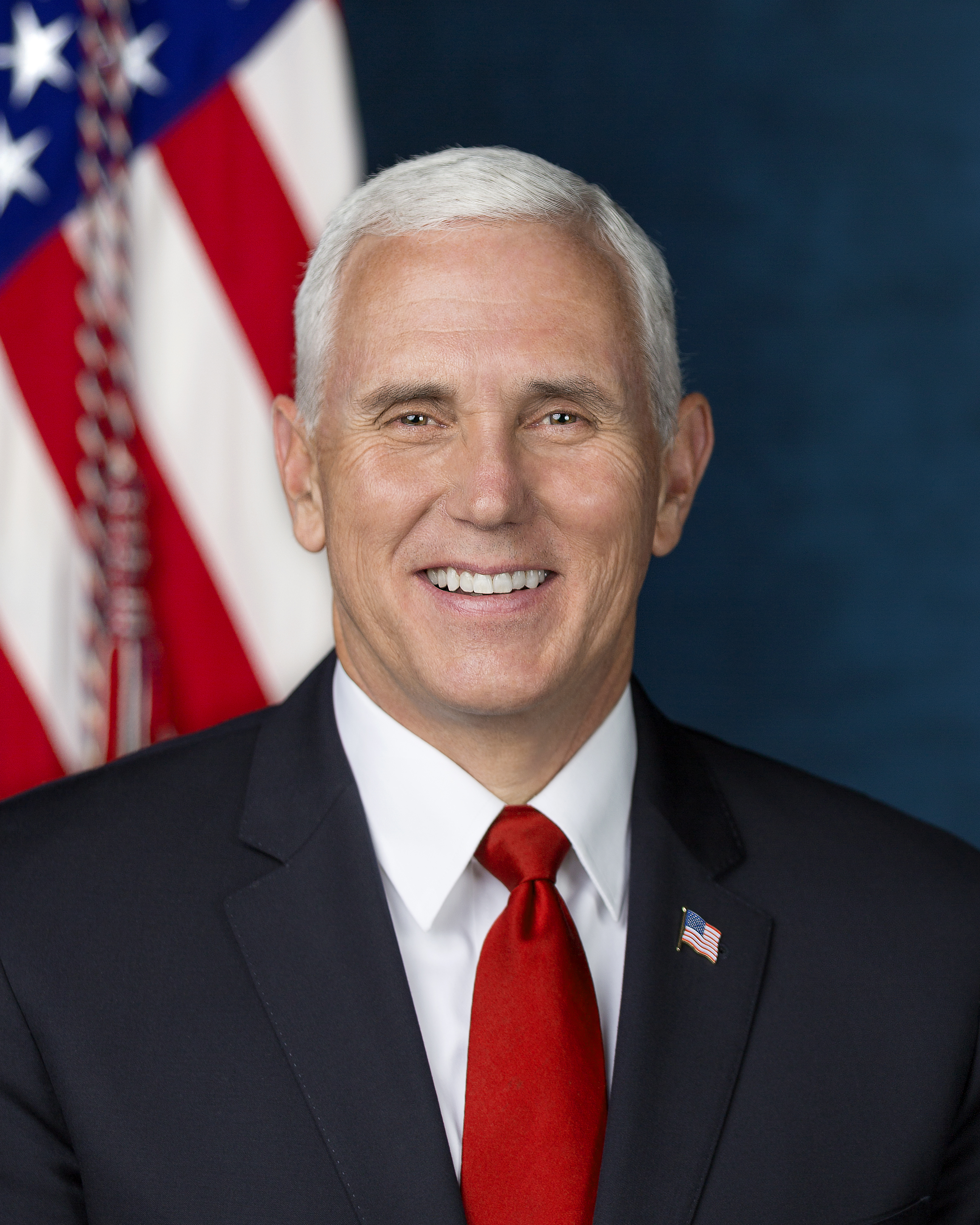
副總統：迈克·彭斯
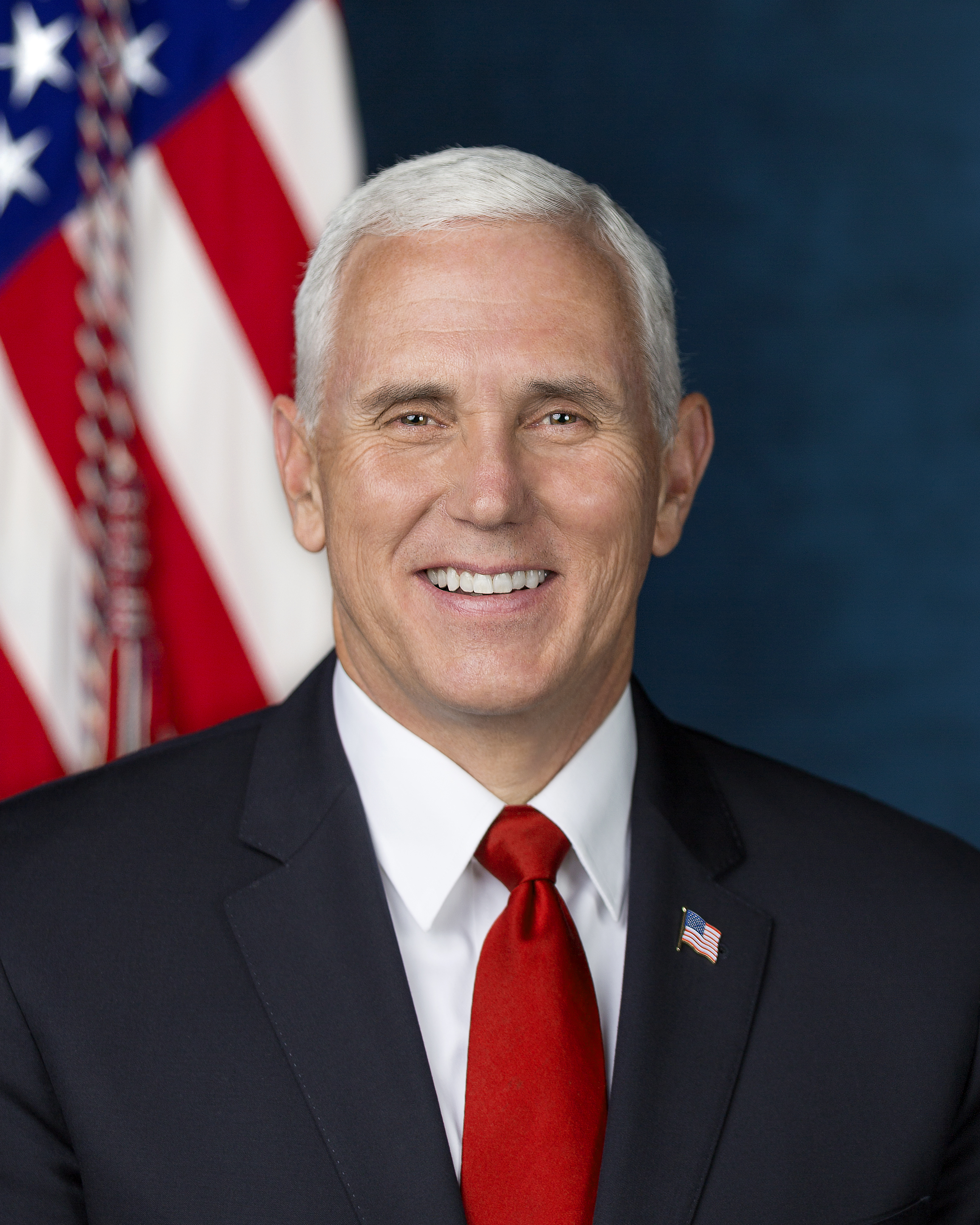
參議院議長：麥克·彭斯（副總統兼任）
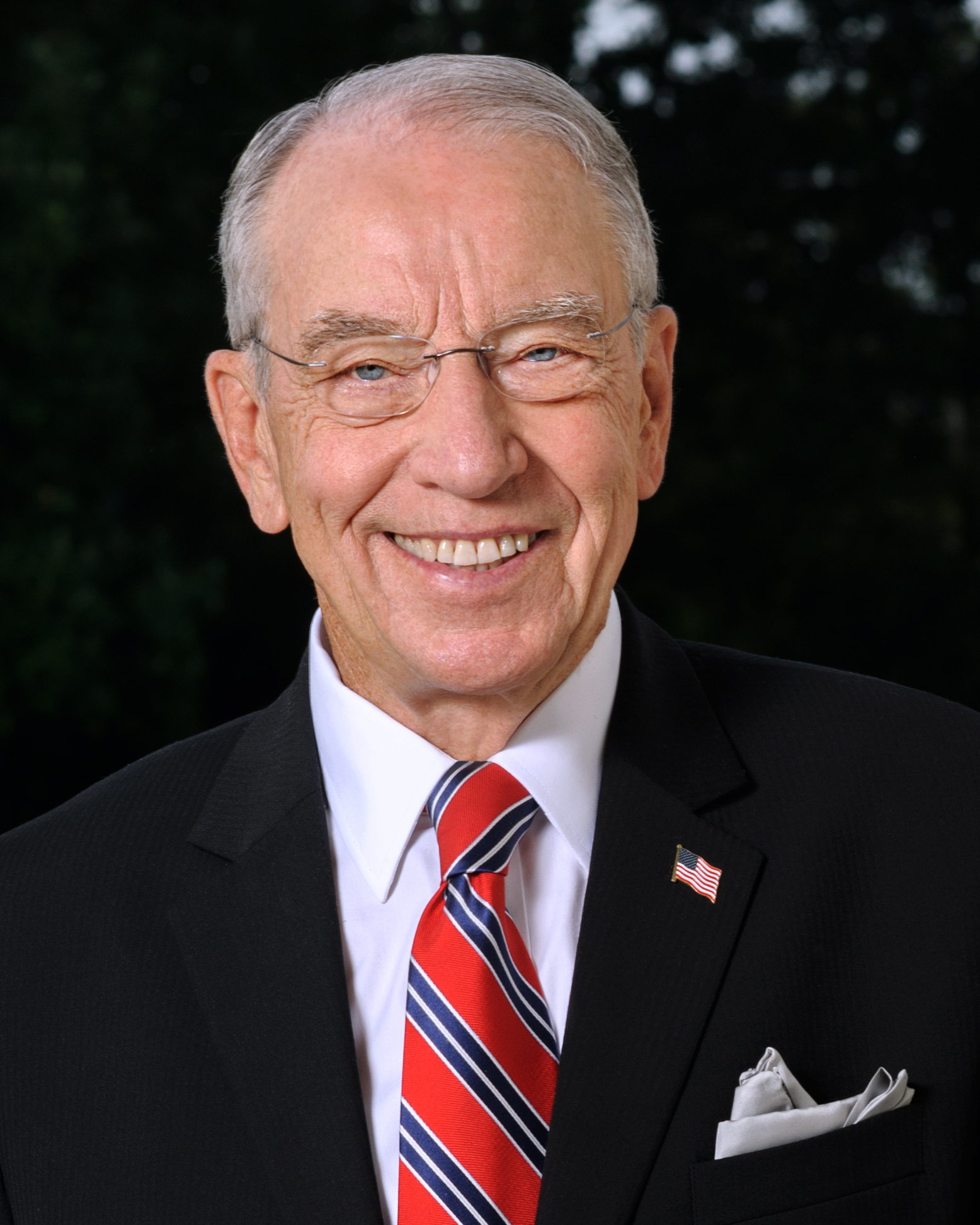
參議院臨時議長：查克·葛雷斯利
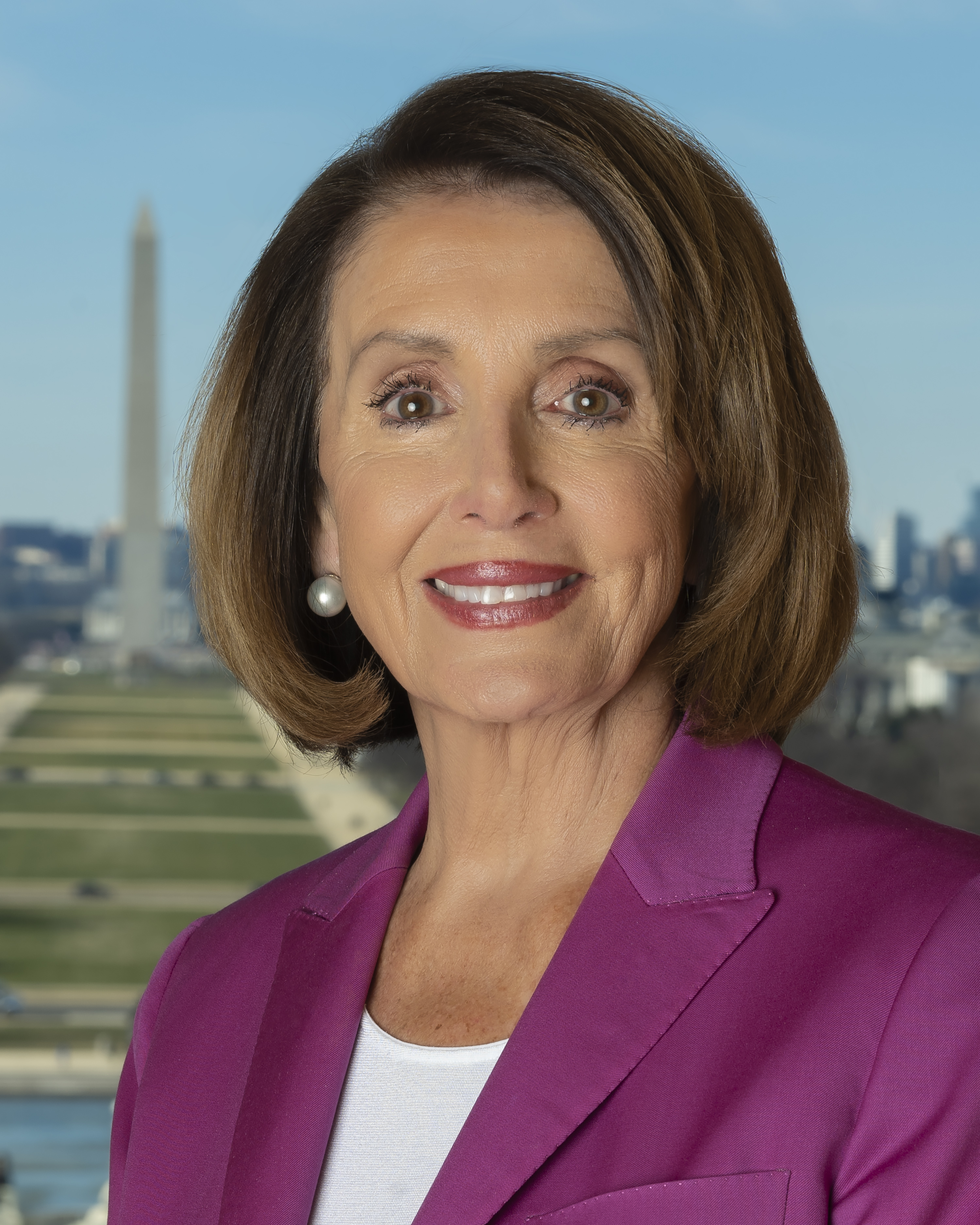
眾議院議長：南希·佩洛西
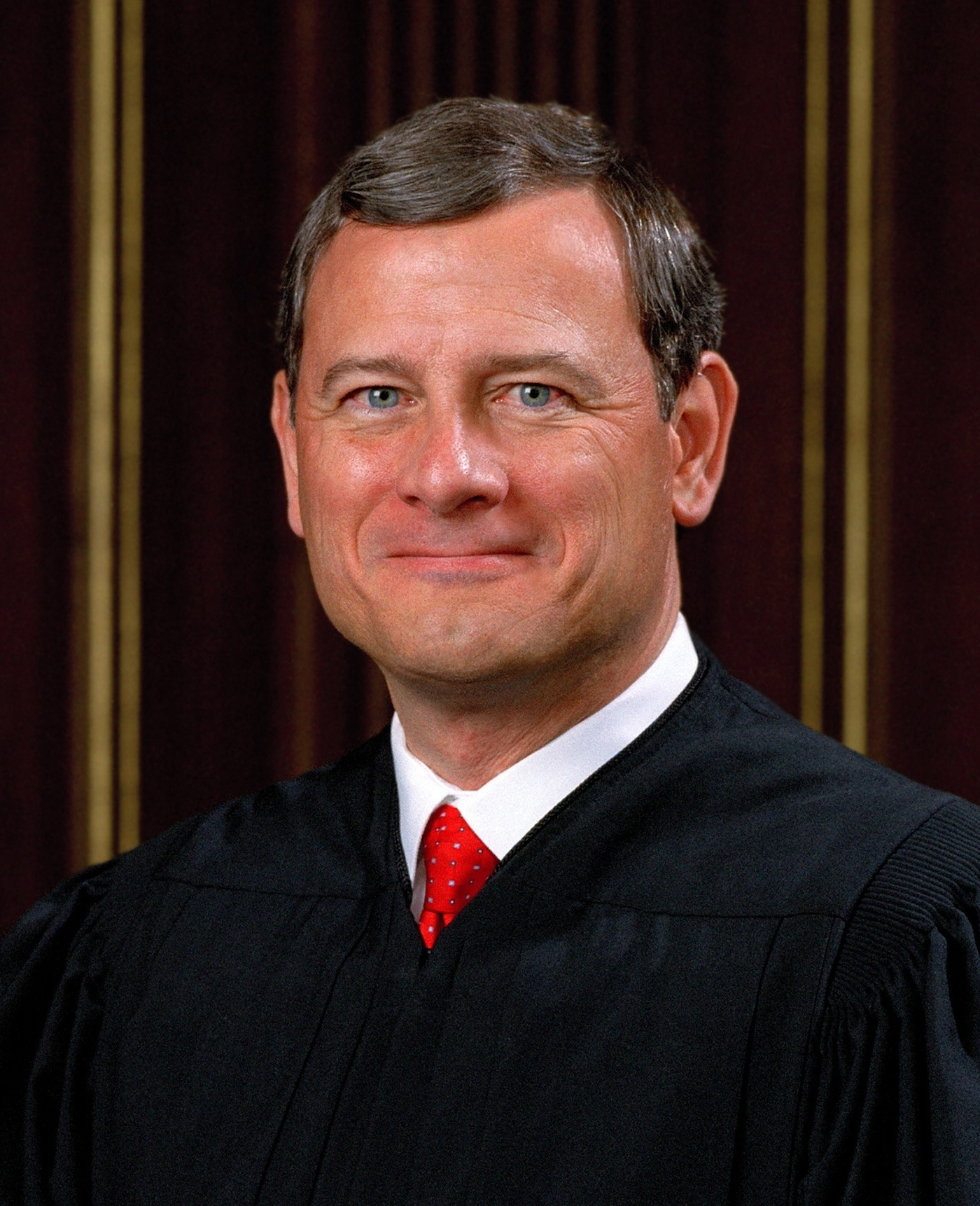
首席大法官：約翰·羅伯茨

## 大事時序

### 1月
- 1月1日，
  - 纽约时代广场举行一年一度的水晶球降落仪式，今年的水晶球按钮由一群工科领域的老师和学生按下，象征着活动关注气候变化的议题[1]。
  - 娱乐用大麻在伊利诺伊州合法化[2]。
- 1月3日，
  - 美国总统唐纳德·特朗普未经国会协商，授权美军袭击伊朗巴格达国际机场，造成伊朗将军卡西姆·苏莱曼尼和议会领袖阿布·马赫迪·穆罕迪斯被炸身亡。Twitter上的帖子普遍担心美伊关系紧张会引发“第三次世界大战”[3]。翌日，美国70多个城市有数千名反战人士集会[4]。
- 1月5日，第77届金球奖在加利福尼亚州比佛利山举行[5]。
- 1月6日，
  - 前国家安全顾问约翰·博尔顿表示愿意在参议院唐納德·特朗普彈劾案中作证[6]。
  - 前电影工作者哈维·温斯坦被洛杉矶法院指控犯有四项强奸和性侵罪[7]。
  - 波多黎各南部遭到里氏5.6级地震，多所房屋遭破坏，电线被击倒，尚无海啸或人员伤亡的报告[8]。
- 1月8日，
  - 伊朗向伊拉克驻扎美军的军事基地发射弹道导弹，没有人员伤亡记录[9]。
  - 美国癌症协会报告指2016年至2017年间的癌症死亡率下降了2.2％，是该国有史以来单年癌症死亡率录得的最大降幅[10][11]。
- 1月9日，
  - 众议院以224票支持、194票反对通过了一项无约束力的《战争权力法》决议，限制总统未经国会同意对伊朗采取军事行动的权力[12]。
  - 司法部结束为期两年的调查希拉里·克林顿商业往来的行动，无发现任何结果[13]。
- 1月10日，
  - 自大萧条以来，美国劳动女性人数首次超过男性，占所有工作的50.04％[14]。
  - 特朗普政府宣布对伊朗实施新的经济制裁[15]。
- 1月11日，
  - 波多黎各遭遇里氏5.9级地震[16]。
  - 暴风雨袭击美国南部，至少造成7人死亡[17]。
- 1月14日，
  - 飞往上海的达美航空89号在洛杉矶国际机场附近的学校操场倾倒燃料，造成包括17名儿童在内的60人皮肤刺激需要治疗[18][19]。
  - 第七次总统选举民主候选人电视辩论（英语：2020 Democratic Party presidential debates）在爱荷华州得梅因举行[20]，六名候选人参加[21]。
  - 国家女子篮球协会与所属的球员工会达成一项为期八年的协议，顶尖球员年薪最高50万美元，工资帽上涨至13万美元，同时还有带薪产假[22]。
- 1月16日，唐納德·特朗普彈劾案正式在美国参议院进入首轮审判阶段[23]。
- 1月20日，里士满弗吉尼亚州议会大厦门前有22000名持枪者集会（英语：Right to keep and bear arms in the United States），抗议该州通过立法手段管控枪支[24]。
- 1月21日，疾病控制与预防中心确诊美国首例新型冠状病毒病例[25]。
- 1月24日，
  - 国会议员亚当·希夫在参议院弹劾唐纳德·特朗普审判的开场辩论中总结，呼吁参议员投票传唤证人[26]。
  - 特朗普到华盛顿特区出席为生命反堕胎集会，成为首位出席该活动的现任总统[27]。
  - 34名美国军人确认因1月8日导弹袭击伊朗的行动患上创伤性脑损伤，其中8人被送往沃尔特·里德陆军医疗中心（英语：Walter Reed Army Medical Center）[28]。对外战争老兵组织（英语：Veterans of Foreign Wars）要求道歉[29]。
- 1月26日，加利福尼亚州卡拉巴萨斯发生一起直升机坠毁事故，包括篮球巨星和他13岁的女儿吉安娜（Gianna）在内的9人丧生[30]。
- 1月27日，阿拉巴马州一个码头起火，至少8人死亡[31]。
- 1月29日，特朗普正式签署《美国－墨西哥－加拿大协议》[32]。
- 1月30日，疾病控制与预防中心确诊美国境内的首例新型冠状病毒人传人病例[33]。
- 1月31日，
  - 参议院以59比41投票否决在特朗普弹劾案中传唤证人[34]。
  - 在白宫举行的人口贩运问题峰会上，特朗普宣布新增白宫职位，专门解决这一问题[35]。
  - 特朗普宣布将旅行禁令扩展到厄立特里亚、吉尔吉斯斯坦、缅甸、尼日利亚、苏丹和坦桑尼亚六个新国家[36]。

### 2月
- 2月2日，第五十四屆超級碗举行，堪萨斯城酋长以31比20击败旧金山49人。
- 2月3日，2020年爱荷华州民主党（英语：2020 Iowa Democratic caucuses）和共和党（英语：2020 Iowa Republican caucuses）初选举行，民主党初选结果因计票软件（英语：Shadow Inc.）出错推迟[37]。
- 2月4日，特朗普发表任内第三份国情咨文（英语：2020 State of the Union Address），获得总统自由勋章的委内瑞拉反对派领导人胡安·瓜伊多和保守电台主持人拉什·林博列席嘉宾席[38]。
- 2月5日，唐纳德·特朗普弹劾案审判结束，参议院52比48判决第一项弹劾条款不成立，53比47判决第二条指控不成立。犹他州参议员米特·罗姆尼成为首位第一位投票赞成罢免自己政党的总统的参议员[39]。
- 2月6日，国家公路交通安全管理局批准Nuro（英语：Nuro）部署的5000辆无人驾驶运货车上路，是该局首次允许未满足所有国家汽车安全标准的自动驾驶系统上路[40]。
- 2月9日，第92届奥斯卡金像奖在加利福尼亚州好莱坞举行，韩国电影成为首部同时赢得最佳影片奖的纯非英语对白作品[41]。
- 2月10日，前俄克拉荷马州共和党国会议员J·C·瓦斯（英语：J. C. Watts）上线首个面向非裔美国人的新闻频道黑人新闻频道[42]。
- 2月11日，2020年美國總統選舉新罕布什尔州民主党初选（英语：2020 New Hampshire Democratic primary）举行，其中伯尼·桑德斯（得票25.9％）、彼特·布塔朱吉（24.2％）、艾米·克罗布彻（19.9%）分列前三位。而支持率低迷的两位民主党候选人杨安泽、麥克·班尼宣布退出民主黨初選。共和党初选（英语：2020 New Hampshire Republican primary）方面，唐納德·川普大幅领先威廉·韋爾德[43]。
- 2月12日，出版公司麦克拉奇申请破产[44]。
- 2月17日，美国从日本一艘被隔离检疫的邮轮中撤出300多名美国人，其中14人检测出2019冠状病毒[45]。
  - 美國童軍申请破产，地方议会独立资助的部分不受影响[46]。
  - 1号码头进口（英语：Pier 1 Imports）宣布破产[47]。
  - 亚马逊公司首席执行官杰弗里·贝索斯旗下的贝索斯地球基金会（英语：Bezos Earth Fund）承诺捐赠100亿美元对抗全球变暖[48]。
- 2月19日，犹他州参议员投票通过多配偶制去刑事化[49]。
- 2月20日，政治顾问羅傑·斯通干扰证人（英语：Witness tampering）、妨碍正式程序和五项虚假陈述的罪名成立，被判40个月监禁[50]。
- 2月21日，富国银行集团同意支付30亿美元制造假账户的罚款[51]。
- 2月22日，2020年内华达州民主党初选（英语：2020 Nevada Democratic caucuses）举行，共和党初选因特朗普默认胜出取消[20]。
- 2月24日，电影制片人哈維·溫斯坦强奸罪成立[52]。
- 2月25日，亚马逊首家无人收银杂货店在西雅图开业[53]。
- 2月27日，
  - 对2019冠状病毒病疫情的担忧日益增加，受此影响道琼斯工业平均指数暴跌了1190.95点（4.4％），于25766.64点收盘，创下史上最大单日跌幅。加上连续几天来的大幅度跌落，道指遭遇自2008年以来表现最糟糕的一周[54]。
  - 海军陆战司令下令大卫·H·伯格（英语：David H. Berger）全球海军陆战队基地撤下联盟国标识[55]。
  - 前巴尔的摩市长凯瑟琳·普（英语：Catherine Pugh）因逃税和串谋诈骗政府而被判处三年监禁，缓刑三年[56]。
- 2月29日，
  - 特朗普政府和塔利班在卡塔尔多哈签署和平协议，推动阿富汗战争结束[57]。
  - 华盛顿州出席首例2019冠状病毒病死亡病例，全国病例总数升至66个[58]。
  - 2020年南卡罗来纳州共和党初选（英语：2020 South Carolina Democratic primary）举行[59]，同时亿万富翁汤姆·施泰尔暂停竞选活动[60]。

### 3月
- 3月1日，彼特·布塔朱吉暂停竞选活动（英语：Pete Buttigieg 2020 presidential campaign）[61]。
- 3月2日，
  - 艾米·克罗布彻结束竞选活动（英语：Amy Klobuchar 2020 presidential campaign），全力支持乔·拜登[62]。
  - MSNBC主持人克里斯·马修斯（英语：Chris Matthews）退休[63]。最近，马修斯被批性别歧视、将伯尼·桑德斯的支持者比作纳粹份子[64]。
  - 纳什维尔四个县出现龙卷风，至少25人死亡[65]。
- 3月3日，超级星期二举行[66]。
- 3月4日，
  - 美国2019冠状病毒病病例达到至少130个，另外华盛顿州和加州分别出现10个和1个死亡病例[67]。加州州长加文·纽森宣布进入紧急状态[68]。
  - 前纽约市长迈克尔·布隆伯格结束竞选活动（英语：Michael Bloomberg 2020 presidential campaign）[69]。
- 3月5日，
  - 参议院通过83亿美元的联邦紧急援助计划（英语：Coronavirus Preparedness and Response Supplemental Appropriations Act），应对2019冠状病毒病疫情[70]。特朗普于翌日签署法案[71]。
  - 亚利桑那州众议院通过禁止变性女性参加体育活动的法案[72]。
  - 参议员伊丽莎白·沃伦结束竞选活动（英语：Elizabeth Warren 2020 presidential campaign）[73]。
- 3月6日，
  - 佛罗里达州通报两个2019冠状病毒病死亡病例，成为西海岸的首个出现死亡病例的州份[74]。
  - 内华达州州长加里·赫伯特宣布进入紧急状态，部署冠状病毒病诊断工作[75]。
  - 一年一度的西南偏南艺术节因冠状病毒疫情取消，是艺术节史上首次取消活动[76]。
  - 特朗普总统宣布众议员马克·米道斯继任麦克·马尔瓦尼的白宫幕僚长职位[77]。
- 3月7日，华盛顿特区通报首个2019冠状病毒病例[78]。
- 3月9日，
  - 黑色星期一：股价经济担忧和冠状病毒疫情的影响急剧下跌。道琼斯工业平均指数暴跌逾2,000点，是日内交易以来的最大跌幅。沙特阿拉伯发动价格战后，早盘交易油价暴跌了30％，创下自1991年以来的最大跌幅[79][80]。
  - 美国开始有条件地从阿富汗撤军，部队人数将在135天内从12000人减到8600人[81]。
- 3月10日，冠状病毒病例突破1000大关，单日内新增50%，35个州报告病例[82]。
- 3月11日，
  - 电影制片人哈维·温斯坦强奸及性侵犯罪名成立，被判25年监禁[83]。
  - 司法部和缉毒局宣布逮捕600多位据称来自哈利斯科州新时代贩毒集团（英语：Jalisco New Generation Cartel）的人员[84]。
  - 为了遏制冠状病毒疫情的扩散，特朗普签署行政命令，禁止除英国外的所有欧洲人士入境[85]。
- 3月12日，
  - 经历了最近的一系列重大下跌之后，道琼斯指数再度下挫，跌幅超过9.5％，全球多个市场也出现下跌[86]。
  - 联邦法官批准吹哨人切尔西·曼宁出狱，但须缴纳应计罚款256,000美元[87]。
- 3月13日，
  - 为应对冠状病毒病疫情，特朗普宣布全国紧急状态，同时派发500亿美元赈灾补贴[88]。
  - 美国食品药品监督管理局紧急授权瑞士诊断工具制造商罗氏测试冠状病毒的权力[89]。
  - 比尔·盖茨离开微软董事会，专注慈善活动[90]。
- 3月15日，联邦储备系统宣布将目标利率下调至0至0.25％[91]。
- 3月16日，
  - 道琼斯指数下跌到−2,997.10，创下有史以来的最大跌幅，而−12.93%的下跌也是自1929年华尔街股灾以来最大的对付。
  - 评估2019冠状病毒病潜在疫苗的第一阶段临床试验在西雅图凯泽永久华盛顿州健康研究中心（英语：Kaiser Permanente）开展[92][93]。
  - 受疫情影响，肯塔基德比推迟到9月5日举行，是自1945年以来首次[94]。
  - 线上零售巨头亚马逊宣布再聘用10万名工人，应对疫情触发激增的在线交付需求[95]。
- 3月17日，
  - 西弗吉尼亚州成为美国第50个确诊冠状病毒病的州份[96]。
  - 新英格兰爱国者四分卫汤姆·布雷迪宣布不再续约，改当自由球员[97]。
- 3月18日，
  - 特朗普签署《家庭首例冠状病毒病应对法（英语：Families First Coronavirus Response Act）》，同时宣布调用《1950年国防生产法》改善美国医疗资源[98]。他下令美国住房与城市发展部暂停租房收回（英语：evictions）和法院拍卖房屋业务到4月底[99]；关闭美加边境，维持跨边界贸易。[100]
  - 道琼斯下跌6%，跌至20000点以下，据称几乎抹掉了特朗普时代创下的所有增益[101]。
  - 犹他州盐湖城发生5.9级地震（英语：2020 Salt Lake City earthquake）[102]。
  - 图尔西·加巴德宣布暂停总统竞选活动（英语：Tulsi Gabbard 2020 presidential campaign）[103]。
- 3月19日，美国劳工部表示，28.1万名美国人上周申请失业，较上周增长了33%，是自1992年以来的增幅[104]。
- 3月20日，纽约州州长安德鲁·库默下令所有非必要行业的员工留在家中。而该州的冠状病毒病病例数已突破7000[105]。
- 3月21日，生物公司造父变星宣布获得食品药品监督管理局进行快速诊断测试的授权，可以在45分钟内检测2019冠状病毒病[106][107]。
- 3月22日，参议员兰德·保罗成为首位确诊2019冠状病毒病的参议员[108]。
- 3月23日，科罗拉多州成为第22个废除死刑的州份[109]。
- 3月24日，
  - 道琼斯指数上涨2100点，为11.3％，是自1933年以来最大的单日百分比涨幅[110]。
  - 美国电影票房首次出现零收入[111]。
  - 内华达州长史蒂夫·西索拉克（英语：Steve Sisolak）禁止使用抗疟疾药物，特别是氯喹和羟氯喹治疗2019冠状病毒病[112]。
  - 联邦调查局探员在密苏里州贝尔顿击毙一名策划炸弹袭击堪萨斯城一间接收2019冠状病毒病患者的医院的男子[113]。
  - 盖洛普民调显示，特朗普的认可度达到49%，创下任期内新高[114]。而《国会山报》联合哈里斯分析调查（英语：Harris Insights & Analytics）的民调结果则为50%，创下自2018年8月以来的新高[115]。
- 3月25日，
  - 美国境内2019冠状病毒病死亡人数超过1000，病例总数接近69000[116]。
  - 白宫和参议院通过2万亿美元刺激计划（英语：Coronavirus Aid, Relief, and Economic Security Act），振兴疫情下的低迷经济[117]。参议院随后以96比0的票数通过了该法案[118]。特朗普于3月27日在众议院口头表决后签署法案[119]。
  - 五角大楼命令暂停所有海外部队的出行和行动60天。到目前为止，已有227支美国军队进行了2019冠状病毒病测试，而从阿富汗撤军的行动将继续[120]。
- 3月26日，
  - 美国境内2019冠状病毒病突破82000，超过中国和意大利，成为全球病例数最多的国家[121]。
  - 劳工部表示，上周有328万美国人申请失业，是美国历史上最大的增幅，超越了1982年10月历史最高点69.5万人[122]。
  - 特朗普政府指责委内瑞拉总统尼古拉斯·马杜罗和他的政府涉嫌非法毒品貿易和毒品恐怖主义（英语：Narcoterrorism），悬赏1500万美元征集犯罪线索[123]。
  - 美国太空军发射其首颗卫星，是一颗先进极高频（AEHF-6）军事通信卫星，耗资14亿美元[124]。
- 3月29日，美国率领的联合军从伊拉克K-1空军基地（英语：K-1 Air Base）撤出，是联军本月撤出的第三个基地。至少有110万美元的设备被移交给伊拉克人[125]。
- 3月31日，
  - 随着亚利桑那州、马里兰州、弗吉尼亚州和田纳西州加入限制活动的行列，四分之三的美国民众受到隔离。据报该国共报告16.3万2019冠状病毒病病例，死亡病例突破3000[126]。
  - 由于卡车司机短缺，农民无法将他们的产品送入市场，美国的乳制品生产商纷纷倾倒牛奶[127]。
  - 联邦通信委员会强制大型移动通讯服务提供商在2021年6月30日之前对部署STIR/SHAKEN（英语：STIR/SHAKEN）协议，小型运营商2022年6月30日前部署，阻止自动语音呼叫（英语：Robocall）利用改号欺诈技术躲避追踪[128]。

### 4月
- 4月1日，
  - 特朗普政府在委内瑞拉附近部署反毒品海军舰艇及空中预警机，这是自1989年入侵巴拿马以来规模最大的军事集结[129]。
  - 西弗吉尼亚州州长吉姆·贾斯特（英语：Jim Justice）持有的煤炭公司同意为数千起违反煤矿安全规定的事件支付500万美元罚款[130]。
- 4月3日，疾控中心建议所有公民考虑在公共场合戴布或织物口罩[131]。
- 4月6日，
  - 全国2019冠状病毒病死亡人数逾1万人，超过19,800人康复[132]。
  - 特朗普总统签署项行政命令，鼓励未来对各种天体的长期商业开发和探月资源的开采[133]。
- 4月7日，美国创下单日死亡人数新纪录，为19人，死亡人数超过1800人，累计死亡人数接近1.3万人[134]。这一数字在4月15日被超过，当天有2371人死亡，超过30800人死亡[135]。
- 4月8日，参议员伯尼·桑德斯暂停竞选活动，让乔·拜登成为民主党唯一总统候选人[136][137]。
- 4月9日，华盛顿州门罗门罗惩教所（英语：Monroe Correctional Complex）的100名囚犯制造骚乱，事情起因是6名囚犯的检测呈阳性[138]。
- 4月11日，
  - 美国超过意大利，成为2019冠状病毒病死亡人数最多的国家，人数超2万[139]。
  - 怀俄明州发表最终声明后，美国史上第一次全部50个州同时发布了联邦重大灾难声明[140]。
- 4月12日，复活节龙卷风（英语：2020 Easter tornado outbreak）席卷美国南部，造成至少30人死亡，130万人断电[141]。
- 4月14日，特朗普宣布暂停美国对世界卫生组织的资助，等待对该组织早期对疫情反应进行调查[142]。
- 4月15日，
  - 密歇根州州长格雷琴·惠特默因在该州采取防疫措施，面临两项被指控违反宪法权力的两项联邦诉讼[143]。
  - 反封锁情绪不断蔓延下，密歇根州兰辛有数千名聚集抗议[144]。
  - 纽约州州长安德鲁·科莫签署行政法令，要求民众在不能保持社交距离的场合必须佩戴口罩[145]。
- 4月16日，
  - 近2200万美国人在最近一个月内申请失业救济，是自大萧条以来最严重的失业危机[146]。
  - 特朗普公布了联邦政府逐步重新开放学校、商业和服务行业的三阶段方案[147]。
- 4月17日，德克萨斯州成为率先解除限制的州份[148]，杜瓦尔县在州内率先解除封锁，另外杰克逊维尔海滩、大西洋海滩和海王星海滩也有限度开放[149]。
- 4月20日，由于持续的疫情和俄罗斯与沙特阿拉伯的石油价格战，石油价格跌至历史新低，跌至负值[150]。
- 4月21日，
  - 密苏里州挑战中国在美国联邦地区法院的主权豁免权利，起诉三个中国政府部门、两个地方政府、两个实验室和中国共产党处置2019冠状病毒病疫情不力[151]。
  - 参议院发布两党报告，重审俄罗斯干预2016年美国总统选举的情报证据[152][153]。
- 4月22日，特朗普签署移民行政令，暂停部分种类绿卡发行60天[154]。
- 4月24日，
  - 新泽西州报告10万起病例和5617起死亡病例[155]。
  - 特朗普签署4830万亿美元法案，救济小企业[156]。
- 4月27日，
  - 五角大楼正式发布此前于2019年在《纽约时报》发布的不明飞行物短片[157]。
  - 美国境内2019冠状病毒病确诊数目突破100万[158][159]。
- 4月29日，美国商务部报告指，2020年第一季度美国经济收缩4.8%，是自2008年以来最严重的收缩[160]。
- 4月30日，
  - 武装示威者进入密歇根州议会大厦，要求结束冠状病毒封锁令（英语：2020 coronavirus pandemic in Michigan）[161]。
  - 美国国家航空航天局选择蓝色起源、Dynetics和SpaceX三家美国公司负责该机构阿耳忒弥斯计划人类登陆系统的设计和开发，计划到2024年阿尔忒弥斯3号安排一名女性和男性登陆月球[162]。

### 5月
- 5月1日，美国食品药品监督管理局批准在紧急情况下使用瑞德西韦救治2019冠状病毒病危重病人[163][164]。
- 5月2日，2020年堪萨斯州民主党初选（英语：2020 Kansas Democratic primary）举行[20]，乔·拜登赢得这场以邮寄形式举行的排名投票选举[165]。
- 5月3日，美国遭受大虎头蜂入侵，本地蜜蜂生存受威胁[166]。
- 5月5日，2020年印第安纳州民主党初选（英语：2020 Indiana Democratic primary）和共和党初选同日举行[20]。
- 5月7日，美国司法部撤销特朗普通俄案中对迈克尔·T·弗林的指控[167]。
- 5月8日，美国失业率达到14.7%，已有3300万人申请失业救济[168]。
- 5月11日，近2000名前司法部支援联署，呼吁涉嫌干预弗林案的司法部长威廉·巴尔辞职[169]。
- 5月12日，2020年西弗吉尼亚州民主党初选（英语：2020 West Virginia Democratic primary）、怀俄明州共和党初选、俄勒冈州两党初选同日举行[20]。
- 5月13日，保罗·马纳福特因受2019冠状病毒病威胁获释，软禁于家中[170]
- 5月15日，
  - 内华达州发生里氏6.4级地震[171]。
  - 参议院情报委员会递交最后一册俄罗斯报告，供国家情报总监加密审查[172]。
- 5月16日，
  - 热带风暴亚瑟成为2020年大西洋飓风季首个风暴[173]。
  - 洛杉矶小东京一幢多层公寓发生大火，11名消防员受伤[174]。
  - 德克萨斯州帕德雷岛一幢历史悠久的公寓大厦发生大火[175]。
- 5月18日，联邦调查局确认2019年彭薩科拉海軍航空基地槍擊事件是九一一恐怖袭击以来美国本土首个由外国势力策划的恐怖袭击[176]。
- 5月19日，
  - 2019冠状病毒病确诊病例超过150万个，死亡人数超90万[177]。
  - 密歇根州密德蘭縣两座水坝故障致使大批人员撤离，同时州长格雷琴·惠特默宣布该州进入紧急状态[178]。
  - 国会预算办公室（英语：Congerssional Budget Office）报告指，2020年二季度国民生产总值按年计算下滑38%，失业人数比2019年四季度增加2600万[179]。
  - 肯塔基州民主党和共和党初选举行[20]，乔治亚州民主党初选举行[20]。
- 5月20日，自称身患2019冠状病毒病的31岁男子詹姆斯·贾马尔·卡利（James Jamal Curry）向迈阿密的一名警察吐口水和咳嗽，被判谎称生物武器罪罪名成立[180]。
- 5月26日，
  - Twitter首次将特朗普的推文列为“有误导性”并附上“事实查核”链接[181]。
  - 明尼苏达州明尼阿波利斯一名警察因拍到用膝盖重压男子乔治·弗洛伊德颈部致其窒息而死，同时另外三人在旁观看。四名警察之后被解雇[182]。
- 5月27日，
  - 特朗普扬言关闭Twitter及其他社会媒体平台，称他们“完全对保守主义声音沉默”[183]。
  - 2019冠状病毒病死亡人数超过10万，是越南战争和朝鲜战争死亡人数的总和，亦逼近11.6万美国人战死的第一次世界大战[184]。同时病例总数继续攀升，尽管上升率在下降[185]。
  - 明尼阿波利斯爆发骚乱，示威者要求指控压死乔治·弗洛伊德的警察谋杀[186][187]。
- 5月28日，
  - 特朗普签署行政命令，推回社交媒体公司对用户生产内容的责任保护[188][189]。
  - 随着乔治·弗洛伊德之死引发的示威浪潮蔓延全国，明尼阿波利斯进入紧急状态，国民警卫队被派遣到当地[190]。
- 5月29日，
  - Twitter隐藏了特朗普承诺派遣国民警卫队回应明尼阿波利斯骚乱的推文，以及特朗普在之后的回复“抢劫开始，枪击开始（英语：when the looting starts, the shooting starts）”。Twitter表示贴文违反该网站禁止鼓吹暴力的方针，但由于涉及公众利益未被删除[191]。
  - 49岁警察德里克·肖万涉及乔治·弗洛伊德死亡案，被控三级谋杀和过失杀人罪[192]。
- 5月30日，
  - 明尼苏达州当局表示周五在双子城被捕的八成人出自明尼苏达州以外地区，其中40人隶属于白人至上主义团体和犯罪组织[193]。同时，警方寻找于5月28日暴力抗议开始前手持黑色雨伞砸破商店橱窗的黑人男子[194]。
  - 原计划于5月27日发射但因天气原因推迟的首艘搭载龙飞船2号的飞船在佛罗里达州卡纳维拉尔角发射，是美国本土自2011年STS-135以来首艘升空的载人飞船[195]。
- 5月31日，
  - 为应对骚乱局面，总统特朗普将极左翼团体反法西斯主义运动列为恐怖组织。此前有报道指，该组织煽动不同政治光谱的成员及无政府主义者进行暴力活动[196][197]。

### 6月
- 6月1日，
  - 乔治·弗洛伊德的独立尸检报告出炉，死因为“颈部和背部受压迫，造成大脑缺少血液供应而产生窒息，属于被人谋杀”[198]。
  - 特朗普总统表示会出动军队平息全国的骚乱[199]。当天，国民警卫队和防暴警察暴力驱散聚集在拉法耶特广场的和平抗议者，为特朗普在广场的拉法耶特广场圣公会圣约翰堂摆拍（英语：Donald Trump photo op at St. John's Church）清除道路[200]。有份参与摆拍的美國參謀長聯席會議主席马克·米利于6月11日道歉[201]。
- 6月2日，
  - 抗议种族主义和警察暴力的周二大罢工（英语：Blackout Tuesday）举行[202][203]。
  - 《国家周刊》独家获得联邦调查局内部报告，显示未有情报显示反法西斯主义运动参与5月31日华盛顿特区的暴力示威[204]。
- 6月3日，
  - 明尼苏达州总检察长凯斯·埃里森加控谋杀乔治·弗洛伊德的警官德雷克·肖万二级谋杀罪，另外三位涉事警察也被起诉[205]。
  - 加利福尼亚州瑟尔斯山谷附近地区发生里氏5.5级地震，是2019年里奇克莱斯特地震的余震。暂无伤亡报告[206]。
- 6月4日，白宫被铁丝网包围的范围扩大，民众被限制前往椭圆形草坪和总统公园[207]。
- 6月5日，华盛顿特区市长穆里尔·鲍泽将16街西北方的两个街区划为黑人的命也是命广场[208]。
- 6月8日，
  - 西雅图示威者将市内的西雅图国会山宣布为自治区[209]。
  - 陆军部长莱恩·D·麦卡锡（英语：Ryan D. McCarthy）表示对部门的10个以邦联领导人名字命名的基地改名持开放态度[210]。
- 6月9日，
  - 空军上将查尔斯·布朗成为首个担任军方参谋长的非裔美国人，也是首位非裔美国人美国空军参谋长[211] 。
  - 考虑到影片对“民族和种族偏见”的刻画，HBO Max下架了1939年电影《乱世佳人》[212]。
- 6月10日，美国境内新冠肺炎病例超过200万[213]。
- 6月11日，特朗普政府正式对国际刑事法院实施制裁和额外的签证限制，报复该组织调查美国官员可能犯下的战争罪行[214]。
- 6月12日，
  - 明尼阿波利斯市议会一致投票同意解散明尼阿波利斯警察局，以“社区”安全部门取代其职能，然而此举不被市宪章允许[215]。
  - 田纳西州纳什维尔的示威者宣布田纳西州议会大厦的纳什维尔自治区（英语：Nashville Autonomous Zone）成立[216]。
  - 亚特兰大民众举行示威，抗议警方在快餐店溫娣漢堡的停车场杀害27岁黑人男子雷沙德·布鲁克斯（英语：killing of Rayshard Brooks）[217]。
- 6月13日，亚特兰大警察局长埃莉卡·希尔兹（英语：Erika Shields）受雷沙德·布鲁克斯遇害案影响辞职。当天示威者纵火焚烧了事发的快餐店[218]。
- 6月14日，美国日增25000个新冠肺炎病例，创下自5月2日以来的新高，部分原因是测试量增加[219]。
- 6月15日，
  - 美国最高法院裁定，根据《1964年民权法案》，雇主不能歧视雇员的性别和性取向[220]。
  - 美国食品药品管理局撤回利用羟氯喹治疗住院新冠病人的紧急授权，认为该药品风险太高，没有明显的效果[221]。
- 6月16日，特朗普政府下令禁止前国家安全顾问约翰·博尔顿的回忆录《事发之室：白宫回忆录》出版发行[222]。
- 6月18日，美国国家环境保护局撤销对火箭燃料、弹药和爆炸物成分高氯酸盐的联邦限制，该化学物此前被认为会损害婴儿大脑[223]。
- 6月20日，特朗普在俄克拉荷马州塔尔萨俄克拉荷马银行中心（英语：BOK Center）举行竞选集会，出席人数低于预期[224][225]。
- 6月25日，
  - HBO Max重新上架《乱世佳人》，同时附上“否认奴隶制恐怖”的免责声明[226]。
  - 6月初感染率下降趋势逆转之后，美国的每日新发病例达到创纪录的4万例。南部和西部州份受影响最严重，一些州长推迟了重新开放其经济以开展业务的计划，而东北州份则要求这些地区的游客自我隔离[227]。
- 6月26日，
  - 特朗普签署行政命令，确保以最大程度起诉破坏损毁纪念碑、纪念馆或雕像的人[228]。
  - 《纽约时报》报道，俄罗斯总统弗拉基米尔·普京曾悬赏与塔利班有联系的武装分子，杀害驻伊拉克美军。该报引述多名不愿透露姓名的官员，表示该情报发现已于3月下旬通报给特朗普，而特朗普有一系列可能的选择，但尚未批准任何措施[229][230]。
- 6月29日，
  - 《纽约时报》的报道发表后，美国情报官员和其他两名了解此事的人向美联社证实了这一消息。特朗普继续否认他听取了有关简报[231]。
  - 为应对疫情，亚利桑那州州长道格·杜瑟下令关闭所有酒吧、夜总会、体育馆、电影院和水上公园30天[232]。
- 6月30日，经州议会投票决定，密西西比州长泰特·里夫斯正式更换沿用北弗吉尼亚邦联军战旗设计的州旗[233]。

### 7月
- 7月1日，众议院军事委员会投票通过国防授权法案修正案，限制特朗普总统目前从阿富汗撤军及未来从德国撤军的计划[234]。
- 7月2日，
  - 联邦调查局逮捕英国社交名媛、已故美国商人杰弗里·爱泼斯坦的合伙人兼女友格希莱恩·马克思维尔。自爱泼斯坦2019年7月被捕以来，格希莱恩一直隐居，最终在新罕布什尔州被发现[235]。
  - 佛罗里达州单日新增1万宗病例，创下疫情以来该州单日新增病例的新高，超出欧洲任何国家疫情高峰的水平[236]。
- 7月4日，
  - 说唱歌手肯伊·威斯特宣布参加2020年美国总统选举[237][238]。
  - 2020年向美国致敬（英语：2020 Salute to America）独立日活动于华盛顿特区举行[239]。
- 7月7日，原定于6月2日举行的新泽西州总统初选举行[240]。
- 7月8日，
  - 最高法院裁定特朗普总统必须发布经纽约检察官检查的财务报告[241]。
  - 佛罗里达州单日新增22万病例，成为全球疫情中心[242]。
- 7月10日，特朗普总统对政治顾问罗杰·斯通减刑40个月[243]，遭到前特别顾问罗伯特·穆勒批评[244]。
- 7月11日，特朗普总统在视察沃尔特·里德国家军事医疗中心时被首次看到佩戴口罩（英语：Face_masks_during_the_COVID-19_pandemic_in_the_United_States）[245]。
- 7月12日，停靠在加利福尼亚州圣迭戈的好人理查號兩棲攻擊艦爆炸起火，18人死亡[246]。
- 7月14日，
  - 白人至上主义谋杀犯丹尼尔·路易斯·李（英语：Daniel Lewis Lee）在印第安纳州特雷霍特的监狱被执行注射死刑，是自2003年来首个被执行联邦死刑（英语：Capital punishment by the United States federal government）的犯人[247]。
  - 特朗普政府发布行政令，命令各大医院绕过疾病控制与预防中心，直接将疫情数据发送至华盛顿的中央数据库[248]。
  - 药企莫德纳宣布其研发的2019冠状病毒病疫苗开始最后阶段的临床试验，约3万名人类志愿者参与[249][250]。
- 7月15日，
  - 多个知名人士及企业的Twitter帐号遭人盗用，发布诈骗比特币的消息[251][252]。
  - 特朗普解雇竞选助理布拉德·帕斯卡尔（英语：Brad Parscale），聘请比尔·斯蒂芬（英语：Bill Stepien）代替其职务[253]。
  - 乔治亚州州长布莱恩·坎普取消各地方政府强制民众佩戴口罩的命令[254]。
- 7月17日，国防部长马克·埃斯柏向军方发布备忘录，指引悬挂国旗的合适时机，其中邦联旗被排除在外，意味着该旗帜正式被军方禁用[255]。
- 7月18日，俄勒冈州检察长艾伦·罗森布鲁姆（英语：Ellen Rosenblum）起诉联邦政府，就在网上广泛流传的联邦探员利用无标记车辆肆意抓捕示威者的视频，起诉联邦政府非法拘禁示威者[256]。
- 7月21日，联邦官员逮捕了俄亥俄州共和党籍众议院议长拉里·豪瑟勒（英语：Larry Householder），指控他与6000万美元的受贿案有关。前俄亥俄州共和党主席马特·博尔赫斯（英语：Matt Borges）与一名顾问与两名说客也被逮捕[257]。
- 7月22日，
  - 阿拉斯加州对开海域发生里氏7.8级地震[258]。
  - 特朗普宣布向民主党控制的城市“大幅度”调派联邦官员，在此之前俄勒冈州的示威者被镇压[259]。
- 7月24日，特朗普政府撤销1968年联邦《公平住房法》的“积极推动公平住房”条款[260]。
- 7月25日，飓风汉娜在德克萨斯州南部以145公里每小时的风速两次登陆，一次是在帕德雷島，一次在凯内迪县。
- 7月29日，俄勒冈州州长凯特·布朗（英语：Kate Brown）和副总统迈克·彭斯同意阶段性撤回向波特兰增派的联邦执法人员[261]。
- 7月30日，
  - 特朗普提议推迟2020年大选，表示增加邮政投票（英语：Postal voting in the United States）可能会导致欺诈和结果不正确[262][263]。
  - 联邦经济数据显示，4月至6月GDP年度降幅为32.9％，创作自1945年有记录以来的最大跌幅[264][265]。

### 8月
- 8月3日，
  - 飓风伊赛亚斯（英语：Hurricane Isaias）登陆北卡罗来纳州[266]。
  - 7500名洛杉矶居民因苹果大火（英语：Apple Fire）撤离[267]。
- 8月4日，《美国大户外法（英语：The Great American Outdoors Act）》获得通过[268]。
- 8月6日，
  - 纽约检察总长莱蒂蒂亚·詹姆斯（英语：Letitia James）以涉嫌资金管理不当的理由起诉全国步枪协会，目标是令该组织解散[269]。
  - 特朗普总统签署行政命令禁止美国公司或公民在45天内与视频分享网站TikTok的母公司字节跳动进行交易，同时也向持有微信的中国公司腾讯采取类似行动[270]。
  - Facebook创办人马克·扎克伯格凭借1000亿美元的资产净值，成为继杰夫·贝索斯和比尔·盖茨后的第三位千亿富翁[271]。
- 8月9日，白宫外发生枪击案后，特朗普总统在美国特勤局人员的护送下出席新闻简报会。案件中的51岁男性嫌犯受伤被送往医院[272]。
- 8月11日，民主党总统候选人乔·拜登提名参议员贺锦丽为副总统候选人，贺锦丽因此成为首位参选副总统的黑人女性[273]。
- 8月13日，
  - 五角大楼成立新特勤组调查不明飞行物目击事件，其中军事基地上空的事件为重点调查对象。该组织性质类似于美国海军的不明空中現象專案小組[274]。
  - 美国邮政署计划从全国各地的邮政设施中拆除数百台大容量信件分拣机。此前特朗普曾公开表示打算停止向邮政署拨款，从而使得民主党无法在11月大选前扩大邮寄选票的规模[275][276]。
- 8月18日，参议院情报特别委员会发表近1000页的两党调查报告，展示特朗普与莫斯科关系的新证据。报告指一名曾参与特朗普2016年总统竞选活动的俄罗斯公民为职业情报官员[277][278]。
- 8月19日，苹果公司成为首家市值超2万亿美元的美国公司[279]。
- 8月20日，前特朗普顾问斯蒂芬·班农与另外三人因被美国纽约南区联邦地区法院裁定利用筹集修建美墨边境围墙款项的“我们筑墙（英语：We Build The Wall）”活动，挪用数千名捐款者的捐助，而遭到逮捕[280]。
- 8月23日，
  - 凯莉安·康威辞任白宫顾问，全职照顾孩子[281]。
  - 29岁黑人男子雅各布·布莱克遭警察射杀后，事发地爆发暴乱[282]。
  - 美国食品药品管理局紧急授权使用富含抗体的血浆治疗2019冠状病毒病住院患者[283][284]。
- 8月24日，2020年共和党全国代表大会在北卡罗来纳州夏洛特和华盛顿特区举行。共和党党代表正式提名现任总统唐纳德·特朗普及副总统迈克·彭斯参加2020年美國總統選舉[285]。
- 8月25日，四名美军士兵在叙利亚北部与俄罗斯军队冲突后，被诊断出轻微脑震荡[286]。
- 8月26日，
  - 警方开枪打伤两名参与基诺沙暴乱人士，另有一人逮捕[287]。同日，职业运动员开始联合抵制体育赛事，声援雅各布·布莱克[288]。
  - 四级飓风飓风劳拉吹袭路易斯安那州和德克萨斯州边界[289]。
  - 亚马逊总裁杰弗里·贝索斯成为资产净值超过2000亿的第一人[290]。
- 8月28日，数千名民众在华盛顿林肯纪念堂集会，参与众议员阿爾·夏普頓和马丁·路德·金三世（英语：Martin Luther King III）联合举行的承诺大游行（英语：Commitment_March:_Get_Your_Knee_Off_Our_Necks），支持黑人民权运动[291]。

### 9月
- 9月2日，
  - 特朗普总统告诉北卡罗来纳州的民众在11月的选举中投两次票，一次在自家投，一次去邮局投，然而此举不合法律[292]。
  - 2020年3月丹尼尔·普鲁德遭警察暴力执法致死事件（英语：Killing of Daniel Prude）的警用密錄器画面公布后，事发地纽约州罗彻斯特爆发示威[293][294]。
- 9月4日，特朗普政府向各政府机构发出备忘录，呼吁各部门停止为多元化（英语：diversity training）与敏感度培训（英语：sensitivity training）以及批判种族理论的教学提供资金，指其“撕裂各族群，进行反美宣传”[295][296][297][298]。
- 9月6日，加州山火所影响土地面积创纪录，截至目前共有210万英亩的土地被毁[299]。
- 9月9日，
  - 特朗普总统获挪威国会议员克里斯蒂安·泰布林-吉德（英语：Christian Tybring-Gjedde）提名2021年诺贝尔和平奖，指其推动了以阿和平協議[300]。
  - 调查记者鲍勃·伍德沃德发布新书及录音，披露特朗普早在2月份就知道2019冠状病毒病是“可怕的东西”，却故意向公众隐瞒了病毒的严重性[301][302]。
- 9月10日，受山火（英语：2020_Oregon_wildfires）影响，俄勒冈州10%的居民被迫撤离，人数达50万[303]。
- 9月11日，乔治亚州居民罗德里克·沃克（英语：Arrest of Roderick Walker）遭警方暴力逮捕。
- 9月16日，在飓风萨莉（英语：Hurricane Sally）的影响下，美国南部遭遇破纪录的豪雨，引发泥石流[304]。
- 9月17日，
  - 联邦调查局局长克里斯托弗·A·雷警告称，有迹象表明俄罗斯插手2020年大选，伤害候选人乔·拜登，破坏民众对选举过程的信心[305]。
  - 总统特朗普宣布成立1776委员会，支持“爱国主义教育”[306][307]。
- 9月18日，在任时间最长的最高法院大法官、女性权益倡导者鲁斯·巴德·金斯伯格去世，享寿87岁，其职位暂时悬空[308]。
- 9月19日，
  - 纽约州罗彻斯特一后院聚会爆发大规模枪击事件，至少16人中枪，2人死亡[309][310]。
  - 执法部门拦截一份寄给总统特朗普的包裹，内有剧毒蓖麻毒蛋白[311]。
- 9月21日，微软同意收购控股公司ZeniMax Media，包括旗下贝塞斯达软件等子公司，交易额达75亿美元，是电子游戏产业史上规模最大、成本最高的收购案[312]。
- 9月22日，美国2019冠状病毒病疫情死亡人数突破20万[313]。
- 9月23日，特朗普在出席白宫记者会时，拒绝承诺若11月败选会和平交出权力，表示“我们尽管看看会发生什么”，指自己关心邮寄投票（英语：Postal voting in the United States）可能引发的作弊行为[314]。
- 9月25日，特朗普总统在亚特兰大的竞选集会上推销“白金计划”（Platinum Plan），将六月节定为联邦假期，把三K党和反法西斯主义运动定为恐怖组织，私刑列为国家仇恨罪，并针对非裔美国人群体提出社会经济举措。特朗普的提议之前曾被一些政客反对[315]。
- 9月26日，特朗普总统提名美国联邦第七巡回上诉法院大法官艾米·康尼·巴雷特接任去世的最高法院大法官露絲·貝德·金斯堡[316]。
- 9月27日，
  - 《纽约时报》取得特朗普总统个人及其业务20年来的报税表数据，指当中存在多年的漏税避税行为。该报发现，特朗普于2016年和2017年间只缴纳了750美元的税务，欠债4.21亿美元，其中发型管理的申报费用达7万美元，特朗普应欠美国国家税务局1亿美元的罚款[317][318]
  - 前特朗普竞选助理布拉德·帕斯卡尔（英语：Brad Parscale）因威胁吞枪自杀，按照《佛罗里达州心理健康法（英语：Florida Mental Health Act）》被送往医院治疗[319]。
- 9月29日，首场2020年美国总统选举电视辩论在俄亥俄州克里夫兰凯斯西储大学举行[320]。

### 10月
- 10月1日，
  - 总统特朗普和第一夫人梅拉尼亚确诊2019冠状病毒病[321]。
  - 特朗普计划将难民申请的名额从2020年的1.8万个削减到2021年的1.5万个，是他任内连续第四年削减名额[322]
- 10月2日，美国国债首次突破27万亿[323]。
- 10月3日，2019冠状病毒病白宫疫情持续扩大，威斯康星州参议员羅恩·詹森、北卡罗来纳州参议员汤姆·蒂利斯、犹他州参议员麥克·李等最近陪同特朗普总统出席活动的政治人物确诊[324]。
- 10月5日，特朗普结束在沃尔特·里德国家军事医疗中心三天的治疗，回到白宫[325]。
- 10月7日，
  - 跨国连锁餐厅露比星期二（英语：Ruby Tuesday (restaurant)）和必胜客按照美国破产法第十一章申请破产保护[326][327]。
  - 现任副总统迈克·彭斯与参议员贺锦丽之间的副总统候选人电视辩论（英语：2020 United States presidential debates#Vice presidential debate）在犹他州盐湖城举行[328]。
- 10月8日，
  - 联邦调查局逮捕武装组织金刚狼守卫（Wolverine Watchmen）的13名成员，指他们密谋绑架（英语：Gretchen Whitmer kidnapping plot）密歇根州长（英语：Governor of Michigan）格雷琴·惠特默[329]。
  - 《新英格兰医学杂志》全体34名编辑罕有指责特朗普总统应对冠状病毒疫情不力[330][331]。
- 10月9日，
  - 众议院议长南茜·佩洛西宣布按照宪法第二十五条修正案计划成立“总统履行职务权力委员会”，赋予国会权力评估总统的健康和心理状况[332]。
  - 飓风代尔塔（英语：Hurricane Delta）在路易斯安那州克里奥尔（英语：Creole, Louisiana）登陆，位置接近是飓风劳拉登陆地点，是2020年大西洋飓风季登陆的第10个飓风，打破历年记录[333]。
- 10月10日，特朗普总统在白宫举行患病以来的首个公共活动。他在活动中表示自己已不再服药，并表示疫苗将很快面世[334]。
- 10月11日，2020年NBA总决赛正式结束，洛杉矶湖人队106比93击败迈阿密热火队，时隔10年第17次捧得NBA总冠军[335]。
- 10月12日，
  - Facebook封杀犹太人大屠杀否定论的内容[336]。
  - 参议院司法委员会正式就艾米·康尼·巴雷特的最高法院大法官职位提名展开为期4天的听证会[337]。
  - 俄勒冈州波特兰的示威者推翻钱总统西奥多·罗斯福和亚伯拉罕·林肯的塑像[338]。
- 10月15日，
  - 联邦调查局逮捕第14名密谋绑架密歇根州州长格雷琴·惠特默的嫌犯[339]。
  - 密歇根州单日2019冠状病毒病（英语：COVID-19 pandemic in Michigan）新增病例达2030宗，创下自3月10日出现疫情以来的高峰[340]。
  - 北卡罗来纳州确认该州流感季的首个病例[341]。
- 10月16日，美国新冠病毒疫情超过800万例[342]。
- 10月19日，最高法庭驳回共和党要求宾夕法尼亚州限制邮寄投票的请求[343]。
- 10月20日，《纽约时报》独家披露特朗普在中国持有的银行账户，指其多年来以此在该国开展商业计划[344]。
- 10月22日，
  - 参议院司法委员会以12比0的比分一致投票通过艾米·康尼·巴雷特的提名，民主党委员抵制唱票[345]。
  - 特朗普总统与拜登在田纳西州纳什维尔举行最后一场总统大选电视辩论[346]。
- 10月25日，美国航空开通西雅图-塔科马国际机场与班加罗尔国际机场之间的每日直航航班，是该公司自2015年来首次在印度开设航线。
- 10月26日，
  - 最高法院以5比3的比分禁止威斯康星在大选日过后点算邮寄票[347]。
  - 参议院以52比48的票数确认巴雷特当选最高法院大法官[348]。
  - 米奇·麦康奈尔宣布参议院休会至11月9日，考虑到冠状病毒疫情在大选后会有所缓解[349]。
- 10月27日，国家飓风中心向美国墨西哥湾沿岸地区发布飓风警告[350]。
- 10月28日，
  - 受波音计划裁员7000人影响，道琼斯工业平均指数下挫近900点[351]。
  - 特朗普总统宣布即将受飓风泽塔（英语：Hurricane Zeta）登陆影响的路易斯安那州进入紧急状态[352]。
- 10月29日，美国全国新增87,164宗冠状病毒病病例，创下单日记录新高[353]。
- 10月30日，
  - 美国成为首个冠状病毒病单日新增病例超10万的国家。同日，美国累计病例数超900万[354] 。
  - 联邦调查局据称正调查特朗普支持者驾驶大篷车冲击拜登阵营大巴的事件[355][356]。
- 10月31日，纽约州长安德鲁·科莫要求所有州外访客须在抵达三天前接受冠状病毒病检测[357]。

### 11月
- 11月3日，
  - 2020年美国总统选举开始投票。
  - 俄勒冈州成为首个将海洛因、可卡因及麥角酸二乙酰胺等少剂量麻醉药物合法化的州份。
  - 受乔治·弗洛伊德之死引发的示威活动影响，密西西比州选民赞成修改密西西比州州旗的提议，删除原版中的邦联战旗标识，另外罗德岛州选民赞成将该州正式名称中的“和普罗维登斯种植园”删除[358][359]。
- 11月4日，美国正式退出《巴黎协定》[360]。
- 11月5日，
  - 密歇根州报告5710宗2019冠状病毒病新增病例，创下单日新纪录。
  - 前特朗普首席战略师斯蒂芬·班农因在Twitter直播时公开扬言斩首安东尼·弗契博士及联邦调查局局长克里斯托弗·A·雷，而被永久封号[361]。
- 11月6日，密歇根州新增2019冠状病毒病病例20万宗[362]。
- 11月7日，经过历时数日、结果多次翻转的邮寄投票点算，2020年美国总统选举结果揭晓，乔·拜登当选第46任美国总统[363][364]。贺锦丽成为首位当选美国副总统的女性及首位有色人种。
- 11月9日，特朗普竞选团队在多州发起诉讼，尝试推翻结果，指控相关州分结果存在欺诈[365]。
- 11月10日，特朗普解雇国防部长马克·埃斯珀，导致多名官员辞职后，据报计划提报多位忠诚者担任国防部要职[366]。
- 11月12日，
  - 由联邦和各州官员组成的联盟宣布2020年的总统选举是“美国史上最安全的选举”，未有证据显示选举体系受到损害[367]。
  - 联邦调查局成功逮捕位列十大通缉要犯、1971年羁押期间逃跑的杀人犯伦纳德·雷恩·摩西（Leonard Rayne Moses）[368]。
- 11月13日，当选总统乔·拜登预计赢得亚利桑那州，成为自1996年的比尔·克林顿以来首位赢下该州的民主党人[369]，同时也成为自1992年克林顿以来首个赢得乔治亚州的民主党人[370]。
- 11月14日，华盛顿特区数千名抗议者游行支持者特朗普[371]。
- 11月15日，特朗普首次承认拜登赢得大选，但仍坚持结果被“操纵”[372]。
- 11月18日，联邦航空管理局允许波音737 MAX客机经改装后在美国航行[373]。
- 11月19日，辛辛那提市议员P·G·西滕费尔德（英语：P.G. Sittenfeld）因涉嫌受贿，以此在发展协议议题上投支持票而被联邦特工逮捕。该市议会今年有三分之一的议员被控受贿[374]。
- 11月20日，
  - 乔治亚州公布总统选举投票结果，拜登获胜[375][376]。州长（英语：Governor of Georgia）布莱恩·坎普表示该州16名选举人票将给拜登[377]。
  - 威斯康星州沃瓦托薩梅菲尔购物中心（英语：Mayfair Mall）爆发枪击案（英语：Mayfair Mall shooting），至少8人受伤[378]。
  - 联邦法官驳回特朗普团队要求阻止宾夕法尼亚州点票的选后诉讼[379]。
- 11月22日，美国退出開放天空條約[380]。
- 11月23日，
  - 密歇根州州长委员会以3比0确认大选结果，共和党成员诺姆·申克尔（英语：Norm Shinkle）弃权[381] 。
  - 联邦总务署宣布当选总统拜登正式开始过渡工作[382]。
  - 拜登公布国安团队人选，其中艾薇儿·海恩斯为首位女性国家情报总监，亚历杭德罗·马约尔卡斯为首位国土安全部长，珍妮特·耶倫是首位女性美国财政部长，安東尼·布林肯将出任美国国务卿[383][384][385]。
- 11月24日，
  - 宾夕法尼亚州州长湯姆·沃爾夫宣布州务院确认拜登赢得该州[386]。
  - 白宫宣布拜登将收到总统每日简报[387]。
  - 伊隆·马斯克凭借1.279万亿美元的净资产，超越比尔·盖茨成为全球第二富有的人士，仅次于杰弗里·贝索斯[388]。
  - 特朗普总府决定正式开始新政府过渡程序后，道琼斯工业平均指数首次超过3万点[389]。
- 11月25日，
  - 特朗普特赦前国家安全顾问迈克尔·T·弗林[390]。
  - 特朗普政府官员在与拜登进行简报会时，宣布已执行首个曲速行動[391]。
- 11月26日，特朗普承认，如果选举人团确认拜登获胜，他将在1月20日离开白宫[392]。
- 11月27日，
  - 联邦上诉法院驳回特朗普团队阻止宾夕法尼亚州宣布拜登当选的诉讼[393]。
  - 威斯康星州最大县密尔沃基县应特朗普团队要求重新计票，结果为拜登净胜132票[394]。
- 11月28日，威尔顿·丹尼尔·格雷戈里（英语：Wilton Daniel Gregory）成为首位非裔美国人樞機[395]。
- 11月29日，
  - 威斯康星州戴恩縣和密爾瓦基縣完成部分重新点票的工作，再度确认拜登战胜特朗普[396]。
  - 加州州长加文·纽森宣布查尔斯·曼森同伙莱斯利·范·侯登（英语：Leslie Van Houten）的假释申请被驳回[397][398]。
  - 当选总统拜登公布全女班通讯团队，其中凯特·贝丁菲尔德（英语：Kate Bedingfield）担任通讯主任（英语：White House Communications Director），珍·莎琪担任新闻秘书，同时提名尼拉·坦登出任美国行政管理和预算局局长[399]。
- 11月30日，
  - 联邦通信委员会主席阿吉特·派（英语：Ajit Pai）宣布将于2021年美國總統就職典禮当天辞职[400]。
  - 亚利桑那州207号提案正式生效，该州成为第12个将休闲大麻合法化的州份[401]。
  - 斯科特·阿特拉斯宣布将离开白宫冠状病毒工作组[402]。
  - 当选总统拜登获首份总统每日简报[403]。

### 12月
- 12月1日，
  - 两院两党议员团体公布9080亿美元的疫情救济包裹[404]。
  - 参议员多数党领袖米奇·麥康諾首次间接承认拜登赢得大选[405]。
  - 賓夕法尼亞州最高法院宣布让比爾·寇司比就2018年性侵案（英语：Bill Cosby sexual assault cases）的判决提出上诉[406]。
- 12月2日，
  - 在亚利桑那州的特别选举中击败玛尔塔·麦萨利的前宇航员马克·凯利宣誓就任参议员，预计将填补約翰·麥凱恩的空缺议席[407]。
  - 当选总统拜登预计在二轮重新计票中赢得乔治亚州[408]。
- 12月3日，
  - 当选总统拜登宣布维维克·穆尔蒂（英语：Vivek Murthy）和杰弗里·齐恩特（英语：Jeffrey Zients）将率领2019冠状病毒病疫情应对团队，同时请求安东尼·弗契留在白宫冠状病毒工作组，并升任工作组首席医疗顾问[409]。
  - 司法部起诉Facebook，指责对方歧视工人[410]。
  - 威斯康星州基诺莎要求17岁的凯尔·里滕豪斯（Kyle Rittenhouse）出庭受审。凯尔在8月份的基诺沙暴乱枪击三人，致使两人重伤，被控两项一级谋杀罪、两项未成年人持有武器罪、两项鲁莽危害他人安全罪（英语：endangerment）。律师表示凯尔当时有自卫考虑[411]。
- 12月4日，
  - 众议院通过大麻机会再投资和除罪法（英语：Marijuana Opportunity Reinvestment and Expungement Act），从联邦层面将休闲型大麻去罪化[412]。
  - 加州确认大选结果，乔·拜登获得当选总统所需的选举人团票[413]。
- 12月5日，特朗普支持在密歇根州务卿（英语：Michigan Secretary of State）乔塞琳·本森（英语：Jocelyn Benson）的私人宅邸前示威，要求重新点票。拜登在该州领先15.4多万票[414]。
- 12月6日，
  - 特朗普总统发布推特，表示前纽约市市长、特朗普私人律师魯迪·朱利安尼冠状病毒病检测结果阳性[415]。
  - 拜登提名加利福尼亚州检察总长哈維·貝西拉出任卫生和公共服务部长（英语：United States Secretary of Health and Human Services），若提名获参议院通过，他将会是首位掌管该部门的拉丁裔美国人[416]。
- 12月7日，
  - 乔治亚州重新计票工作完成，总统当选人拜登在该州胜出[417]
  - 怀俄明州州长迈克·戈登（英语：Mark Gordon (politician)）发布强制口罩令，民众在全州室内公共场所内须佩戴口罩，同时收紧集会人数，减少部分商家的营业时间。强制令于12月9日生效，持续至1月8日[418]。
  - 总统当选人拜登提名陆军上将劳埃德·奥斯汀出任国防部长。若提名获参议院通过，它将是首位执掌国防部的黑人[419]。
- 12月8日，
  - 2019冠状病毒病病例数超过1500万，平均每22名美国人就有一人确诊阳性[420]。
  - 拜登提名汤姆·维尔萨克出任农业部长，玛西亚·福吉出任住房和城市发展部长[421][422]。
- 12月9日，
  - 2019冠状病毒病全国单日死亡人数首次突破3000人[423]。
  - 宾夕法尼亚州州长湯姆·沃爾夫2019冠状病毒病检测出阳性，须在家中隔离[424]。
  - 阿拉巴马州州长凯·艾维宣布强制口罩和居家令延长至1月22日[425]。
- 12月11日，
  - 德克萨斯州总检察长肯·帕克斯顿（英语：Ken Paxton）发起诉讼，要求推翻拜登在乔治亚州、密歇根州、威斯康星州和宾夕法尼亚州胜选的结果，遭美国最高法院驳回[426]。
  - 纽约市爆发反对美国移民及海关执法局的示威活动，6人受伤[427]。
- 12月12日，极右翼组织骄傲男孩等亲特朗普团体在华盛顿特区举行抗议活动，与警方爆发冲突，造成4人被刺伤，1人中枪，33人被捕[428]。
- 12月13日，辉瑞和BioNTech宣布已开始从密歇根州的设施向全国50各州运输2019冠状病毒病疫苗BNT162[429]。
- 12月14日，
  - 美国选举人团确认拜登当选总统，賀錦麗当选副总统[430]。
  - 司法部长威廉·巴尔将于12月23日辞职[431]。
- 12月15日，拜登将提名皮特·布蒂吉格出任运输部长。若获参议院确认，他将会是首位出柜的同性恋内阁级别官员[432]。另外，拜登将提名密歇根州州长（英语：Governor of Michigan）珍妮弗·格蘭霍姆出任能源部长[433]。
- 12月17日，拜登奖提名德布·哈兰德出任内政部长。若获参议院确认，她将会是首位原住民内阁级别官员[434]。另外，拜登还提名迈克尔·S·里根出任环境保护局局长（英语：Administrator of the Environmental Protection Agency）[435]。
- 12月18日，绰号“北加州强奸犯”的罗伊·查尔斯·沃勒（英语：Roy Charles Waller）被判897年监禁。沃勒曾于1991年至2006年间犯下一连串的强奸案[436]。
- 12月20日，参议院多数党领袖米奇·麦康奈尔宣布国会将发放价值9万亿美元的疫情救助资金，直接资助因疫情失业的美国家庭及企业[437]。该法案于22日在国会获得通过，将交由特朗普总统签署[438]。
- 12月21日，拜登伉俪在特拉华州诺瓦克接种Tozinameran疫苗[439]。
- 12月22日，
  - 加州州务卿亚历克斯·帕迪拉接任贺锦丽辞职担任副总统遗留下来的参议员职位，成为该州首位拉丁裔参议员[440]。
  - 拜登提名米格尔·卡多纳出任教育部长。
- 12月23日，特朗普签署特赦令，释放羅傑·斯通、保羅·馬納福特及贾里德·库什纳父亲查尔斯·库什纳（英语：Charles Kushner）等数十名律师[441]。
- 12月25日，田纳西州纳什维尔市区发生爆炸案，导致人员受伤及房屋受损[442]。
- 12月29日，
  - 副总统当选人贺锦丽与丈夫任德龙在华盛顿特区接种莫德纳疫苗[443]。
  - 林肯雕像迁至波士顿[444]。
  - 司法部宣布不起诉被指杀害公民塔米尔·莱斯的两名克里夫兰警察[445]。

## 逝世
- 1月8日——巴克·亨利，美国作家、演员以及电视导演（享寿89岁[446]）
- 1月19日——吉米·希斯，美国爵士乐萨克斯管演奏家、作曲家（病逝，享寿93岁[447]）
- 1月26日——科比·布莱恩特，美国洛杉矶湖人队球星（直升机事故罹难，终年41岁[448]）
- 1月31日——玛丽·希金斯·克拉克，美国悬疑小说家（病逝，享寿92岁[449]）